# Mary Stewart (författare)
Mary Stewart, född 17 september 1916 i Sunderland, Tyne and Wear, död 9 maj 2014 i Lochawe, Argyll and Bute, var en brittisk romanförfattare, som skrivit skönlitterära böcker om Merlin, samt deckare och romantiska romaner. Böckerna om Merlin är en blandning av historisk roman och fantasy.

### Merlin-serien
1. Kristallgrottan (The Crystal Cave, 1970) (översättning Else Lundgren)
2. Grottbergen (The Hollow Hills, 1973) (översättning Kitty Knös)
3. Den sista besvärjelsen (The Last Enchantment, 1979) (översättning Eva Mazetti-Nissen)
4. Den mörka dagen (The Wicked Day, 1983) (översättning Gull Brunius)
5. The Prince and the Pilgrim, 1995

### Övriga
- Sanningen, Madame (Madam, Will You Talk? thriller - deckare, 1955) (översättning Torsten Blomkvist)
- Det brinner en eld (Wildfire at Midnight, deckare, 1956) (översättning Sven Bergström)
- Döden går i kloster (Thunder on the Right, 1957) (översättning Lisbeth Renner)
- De nio karosserna (Nine Coaches Waiting, 1958) (översättning Torsten Blomkvist)
- Min bror Michael (My Brother Michael, 1959) (översättning Pelle Fritz-Crone)
- Murgrönan (The Ivy Tree, deckare, 1961) (översättning Sven Bergström)
- Månspinnerskorna (The Moon-Spinners, 1962) (översättning Torsten Blomkvist)
- Förhäxad ö (This Rough Magic, romantisk thriller, 1964) (översättning Staffan Björnholm)
- Figurer i högre skolan (Airs Above the Ground, 1965) (översättning Marianne Gerland-Ekeroth)
- Adonisträdgården (The Gabriel Hounds, deckare, 1967) (översättning Sven Bergström)
- The Wind Off the Small Isles (1968)
- The Little Broomstick (barnbok, 1971)
- Leo och stjärnhästen (Ludo and the Star Horse, barnbok, 1974) (översättning Hans Rabén)
- Katten har vassa klor (Touch Not the Cat, 1976) (översättning Lisbeth Renner)
- A Walk in Wolf Wood (barnbok, 1980)
- Kärleksdrycken (Thornyhold, 1988) (översättning Ann Henning)
- Frost on the Window and other poems
- Stormy Petrel, 1991
- Rose Cottage, 1997

## Fotnoter
1. ↑  Encyclopædia Britannica, Encyclopædia Britannica Online-ID: biography/Mary-Stewarttopic/Britannica-Online, läst: 9 oktober 2017.[källa från Wikidata]
2. 1 2  SNAC, SNAC Ark-ID: w67w7gk1, läs online, läst: 12 januari 2019.[källa från Wikidata]
3. ↑  Find a Grave, Find A Grave-ID: 129834973, läs online, läst: 9 oktober 2017.[källa från Wikidata]
4. 1 2 3  Virginia Blain, Isobel Grundy & Patricia Clements, The Feminist Companion to Literature in English : Women Writers from the Middle Ages to the Present, 1990, s. 1030.[källa från Wikidata]
5. 1 2 3 4  Internet Movie Database, IMDb-ID: nm0829650co0047972, läst: 12 januari 2019.[källa från Wikidata]
6. 1 2  Internet Speculative Fiction Database, ISFDB författar-ID: 2362, läst: 12 januari 2019.[källa från Wikidata]
7. ↑  Babelio, Babelio författar-ID: 57188, läst: 12 januari 2019.[källa från Wikidata]
8. 1 2  Library of Congress Authorities, USA:s kongressbibliotek, id-nummer i USA:s kongressbiblioteks katalog: n79062771, läst: 12 januari 2019.[källa från Wikidata]
9. ↑  NooSFere författar-ID: -42042, läs online, läst: 12 januari 2019.[källa från Wikidata]
10. 1 2  Svensk Filmdatabas, Svenska Filminstitutet, Svensk filmdatabas person-ID: 256498, läst: 12 januari 2019.[källa från Wikidata]
11. ↑  CONOR.Sl, CONOR.SI-ID: 37749347, läst: 12 januari 2019.[källa från Wikidata]
12. 1 2  Tjeckiska nationalbibliotekets databas, NKC-ID: jn19981002161, läst: 12 januari 2019.[källa från Wikidata]
13. ↑  filmportal.de, Filmportal-ID: 5776a524b8244d8fa08f028c697113a3, läst: 12 januari 2019.[källa från Wikidata]
14. ↑  OpenData BNP, PTBNP-ID: 35945, läst: 12 januari 2019.[källa från Wikidata]